# 1091 (numero)
Millenovantuno (1091) è il numero naturale dopo il 1090 e prima del 1092.

## Proprietà matematiche
- È un numero dispari.
- È un numero primo e un numero primo forte.
  - È un numero primo gemello (con 1093).
  - È un numero primo di Chen.
- È un numero omirp.
- È un numero difettivo.
- È un numero nontotiente in quanto dispari e diverso da 1.
- È un numero intero privo di quadrati.
- È un numero malvagio.
- È parte della terna pitagorica (1091, 595140, 595141).

## Astronomia
- 1091 Spiraea è un asteroide della fascia principale del sistema solare.

## Astronautica
- Cosmos 1091 è un satellite artificiale russo.